# 24 (EP)
24 es el primer EP del rapero argentino Duki. Fue lanzado el 24 de junio de 2020 a través de SSJ Records y Dale Play Records. El EP cuenta con las colaboraciones de Young Cister, Asan, Big Deiv, Gallagher, Kidd Keo y Juicy J. El EP fue lanzado el mismo día que el cumpleaños de Duki además de que en ese día el cumpliría 24 años justo el día 24 a esto se debe el nombre del EP 24.

## Antecedentes
El EP fue anunciado por Duki después de haberse lanzado un sencillo titulado «Acapella» y anunció que el EP iba a salir el 24 de junio de 2020 justo el día de su cumpleaños número 24. Duki también anunció que el EP tendría un concepto apegado al rap y freestyle aunque al momento de su lanzamiento se pudo apreciar ritmos más apegados al "Drill" un subgénero del trap el cual ya era popular en los Estados Unidos.

## Recepción y crítica
Las críticas para 24 fueron favorables para los consumidores y los críticos musicales, Sebastián Chávez para Silencio le dio un puntaje de 7/10, aunque no es una puntuación perfecta es favorable, Chávez dijo "24 es un ejercicio de rap del chico que se había olvidado de rapear. Súper Sangre Joven, el álbum debut de Duki editado hace menos de un año, lo tenía probándose en su capacidad para hacer estribillos sobre bases inconexas que podían ir del reggaetón al pop latino, al coqueteo con el tango y la EDM". Nuevamente Chávez esta vez para La Nación le hizo una entrevista a Duki hablando sobre el EP en el cual Chávez mencionó que este EP es un crudo relato de Duki y lo que transmite es muy diferente a su álbum debut explotando más las bases de trap y rap.

## Lista de canciones
Todas las canciones fueron escritas por Duki.
| Lista de canciones de 24 |                                       |              |          |  |
| N.º                      | Título                                | Producto(es) | Duración |  |
| 1.                       | «Flex like trunkz» (con Young Cister) | Bles         | 2:51     |  |
| 2.                       | «Pastillas» (con Asan)                | Zecca        | 3:21     |  |
| 3.                       | «Sin mirar»                           | Asan         | 2:03     |  |
| 4.                       | «Vida eterna»                         | NEGRO DUB    | 3:17     |  |
| 5.                       | «Deja vu» (con Big Deiv)              | CLUB HATS    | 2:54     |  |
| 6.                       | «Marca de la cadena»                  | Ronquido     | 3:04     |  |
| 7.                       | «Smoke a Lot» (con Gallagher)         | Orodembow    | 2:47     |  |
| 8.                       | «24» (con Kidd Keo y Juicy J)         | Juicy J      | 3:50     |  |

## Personal
Créditos adaptados de Genius.
Músicos
- Duki – artista principal, voz, compositor
- Young Cister – voz invitada, compositor
- Asan – voz invitada, compositor, producción
- Big Deiv – voz invitada, compositor
- Gallagher – voz invitada, compositor
- Kidd Keo – voz invitada, compositor

Producción
- Bles – producción, compositor
- NEGRO DUB – producción, compositor
- CLUB HATS – producción, compositor
- ByMonkid – producción, compositor
- Orodembow – producción, compositor
- Juicy J – producción, compositor
- Javier Fracchia – masterización
- Juan Pablo Morando – Ingeniero de Mezcla
- Feli Tomkinson y Karen Salto – artwork

## Historial de lanzamiento
| Región | Fecha               | Sello                             | Formato                     | Ref         |
| ------ | ------------------- | --------------------------------- | --------------------------- | ----------- |
| Varios | 24 de junio de 2020 | - SSJ Records - Dale Play Records | Descarga digital, Streaming | [ 1 ] [ 9 ] |